# Rio Mutamba
O rio Mutamba, também conhecido por rio de Inhambane, é um rio de Moçambique, que nasce próximo da Lagoa Nhangela, no distrito Inharrime, e que correndo de oeste para leste desagua na baía de Inhambane. Antigamente teve os nomes de rio do Cobre e rio dos Reis. 
O rio tem um comprimento de 65 km e a sua bacia hidrográfica uma área de 748 km2.
Foi chamado Rio do Cobre, pelo navegador português Vasco da Gama, quando aportou na sua foz, a 10 de Janeiro de 1498, e chamou à baía "Terra da Boa Gente".